# William P. Bettendorf
William P. Bettendorf (1 de julio de 1857 - 3 de junio de 1910) fue un inventor germano-estadounidense. Se le atribuye la invención del arado con elevación mecánica de la reja, de la rueda de metal Bettendorf, y del bastidor de bogie ferroviario de una pieza. A la edad de 53 años contaba con 94 patentes. Con su hermano menor, Joseph W. Bettendorf, fundó la Bettendorf Axle Company. La ciudad de Bettendorf, Iowa, lleva el nombre de los dos hermanos. 

## Semblanza

### Primeros años y educación
Nacido en Mendota, Illinois, William Bettendorf era el mayor de los cuatro hijos de Michael y Catherine (Reck) Bettendorf. Su padre había nacido en Nohn, en la región alemana de Eifel. Cambió su apellido a Bettendorf cuando emigró a los Estados Unidos cuando tenía dieciocho años de edad, y se convirtió en maestro de escuela. La familia se mudó a Sedalia, Misuri, donde Michael abrió una tienda de comestibles, y luego a Fort Leavenworth en Kansas, donde se convirtió en empleado del gobierno. William Bettendorf se educó en las escuelas públicas y en la St. Mary's Mission School en Kansas, que principalmente admitía a niños nativos americanos. 

### Carrera temprana
Bettendorf comenzó a trabajar como mensajero en Humboldt, Kansas en 1870. Dos años más tarde se mudó a Peru, Illinois, donde se convirtió en empleado de la ferretería propiedad de A. L. Shepard. En 1874 comenzó a trabajar como aprendiz de maquinista en la empresa Peru Plough. Fue durante esta época cuando inventó el primer arado con elevación mecánica de la reja en 1878. El dispositivo permitía al granjero permanecer sentado en su arado tirado por caballos y presionar una palanca para levantar la reja del arado de la tierra. Antes de su invención, el agricultor tenía que levantar manualmente la cuchilla del arado al final de cada surco. La mayoría de los fabricantes de aperos agrícolas adoptaron este tipo de arado. Bettendorf trabajó durante diez meses en la Moline Plough Company en Moline, Illinois, antes de convertirse en el responsable del departamento de las instalaciones de la Parlin & Orendorff Company en Canton, Illinois, que fabricaba arados y otros implementos agrícolas. En 1882 dejó Canton y regresó a Peru como supervisor en la Compañía Peru Plough, donde había sido aprendiz. Fue aquí donde inventó la rueda de metal Bettendorf. 

### Carrera posterior

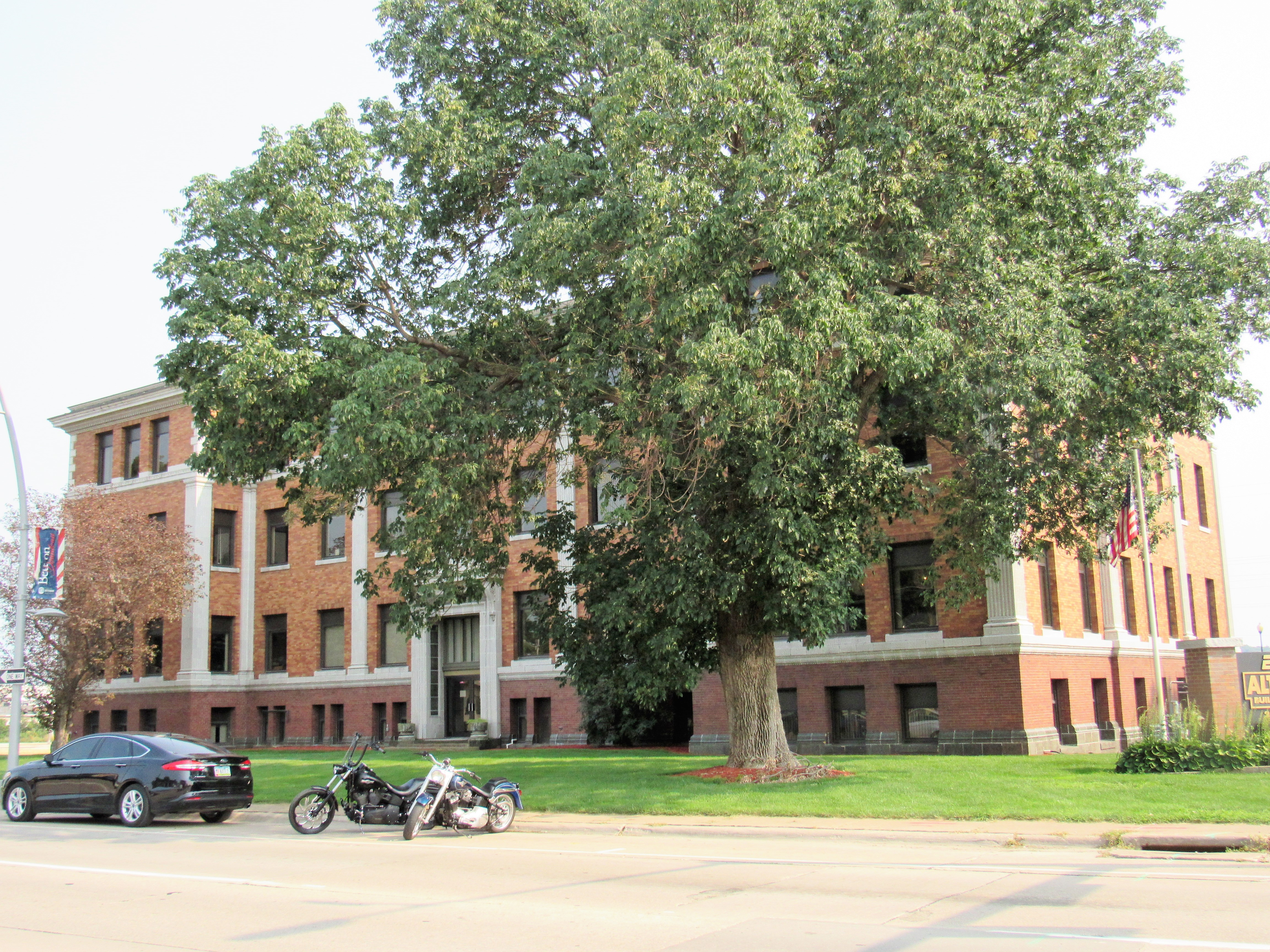
Sede de la empresa Bettendorf

Bettendorf estableció un taller para fabricar la rueda en la factoría de Peru Plow, y a medida que la rama de la rueda de metal del negocio aumentó, el nombre de la compañía se cambió a Peru Plow & Wheel Company. Debido a que la compañía tardó en aumentar su capacidad de producción, trasladó su negocio a la Eagle Manufacturing Company de Davenport, Iowa, después de reunirse con su presidente, E. P. Lynch. Con su hermano, J. W. Bettendorf, fabricó ruedas de metal en Eagle Manufacturing hasta 1889, cuando los hermanos fundaron la Bettendorf Metal Wheel Company en Davenport. En 1892 desarrolló un engranaje de acero para vagones agrícolas, que también fabricó la compañía. Cortó sus lazos con la Bettendorf Metal Wheel, dedicándose a diseñar maquinaria para fabricar engranajes de acero, negocio que finalmente vendió a International Harvester en 1905.
Junto con su hermano J. W., organizó la empresa Bettendorf Axle el 1 de enero de 1895. W. P. Bettendorf fue el primer presidente de la compañía, y J. W, Bettendorf su secretario. Dos incendios en 1902, uno el 28 de enero y el otro en mayo, destruyeron la fábrica. Los residentes de la ciudad de Gilbert, situada unos 5 km al este de Davenport, recaudaron 15.000 dólares para comprar la antigua granja Gilbert entre el río Misisipi y las vías del Ferrocarril de Davenport, Rock Island y del Noroeste, y los hermanos decidieron construir la nueva planta en Gilbert. Un año después, los habitantes de Gilbert decidieron cambiar el nombre de la localidad a Bettendorf. 
La fábrica fue construida en un terreno de unas 28 hectáreas. La compañía, originalmente un fabricante de aperos agrícolas, creció rápidamente gracias al diseño de Bettendorf de un bastidor de bogie de ferrocarril de una pieza, que eliminaba la necesidad de utilizar roblones. Este bastidor evitaba los problemas generados por los pernos, que podían aflojarse a medida que el tren se movía, causando averías o incluso descarrilamientos. El nuevo bastidor se fabricaba como una sola pieza de acero y revolucionó en su momento la industria ferroviaria. Hacia 1909, las instalaciones habían triplicado su tamaño original. Disponían de dos hornos regenerativos de acero básico de hogar abierto, con capacidad para procesar coladas de 23 toneladas, puudiendo producir diariamente unas cien toneladas de piezas de fundición de acero acabadas. Estas piezas se utilizaban para construir vagones de ferrocarril, cuya fabricación incluía el proceso completo: desde las materias primas almacenadas en el extremo este de la planta, hasta la salida del producto terminado en el extremo oeste. La compañía se expandió a principios del siglo XX para fabricar quemadores de aceite, juguetes, bombas de agua, trituradoras de hielo y otros productos. También construyó el automóvil Meteor. Entre 1903 y 1910, la fuerza laboral creció de 300 a 800 empleados. 

### Vida personal

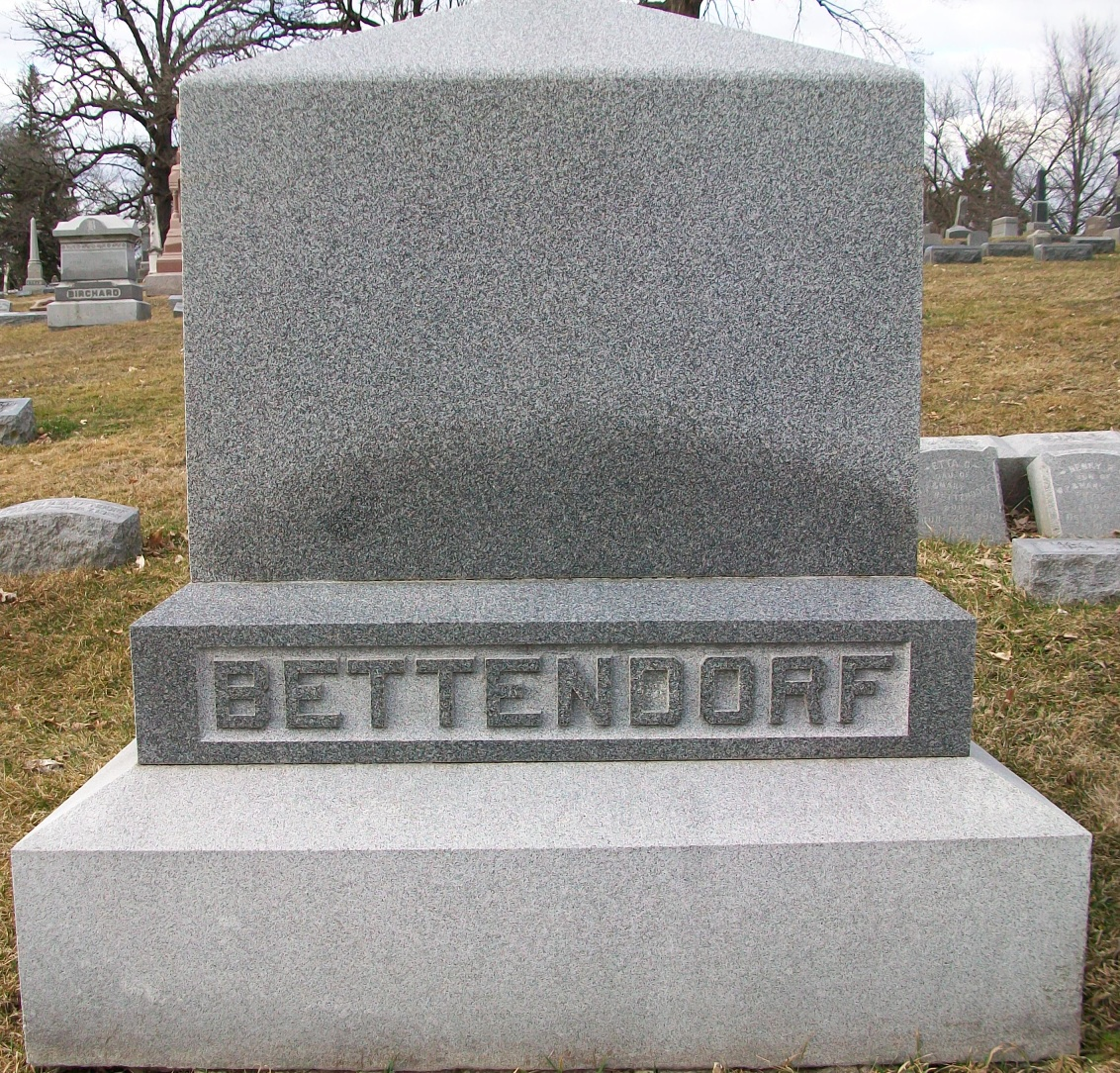
Tumba en el cementerio de Oakdale

William Bettendorf se casó con Mary Wortman en 1879. Juntos criaron a dos hijos, Etta y Henry. Su primera esposa murió en agosto de 1901, y en 1908 se casó con Elizabeth Staby, que era viuda. 
Mandó edificar una casa de campo en una parcela de 8,9 hectáreas, situada en una zona elevada con vistas a Bettendorf y al valle del río, en un bosque de robles y arces. La casa fue construida en estilo neocolonial español. El exterior presentaba amplios porches, una gran fuente y una cochera con capacidad para seis automóviles. El interior presentaba tapices de lino, escaleras y carpintería de roble tallada a mano, murales en el techo y una chimenea en cada habitación. Se trajeron artesanos de Europa para completar el trabajo de detalle, y se llevaron hasta allí árboles enteros para aserrar los paneles usados para forrar las paredes. La casa costó más de 150.000 dólares.
La familia vivió en un bungalow adyacente a su nueva residencia durante la construcción. William Bettendorf sufrió una intervención quirúrgica de emergencia una semana antes de la fecha prevista para mudarse a la nueva casa. Murió el 3 de junio de 1910 y fue enterrado en el cementerio de Oakdale en Davenport. Su esposa y su hijastro vivieron en la finca hasta 1926, cuando la vendieron a la Gran Logia de Iowa AF & AM, que agregó un ala con 50 habitaciones que se convirtió en el hogar de ancianos masónico de Iowa.